# La teoria del tot
La teoria del tot (títol original en anglès, The Theory of Everything) és una pel·lícula biogràfica, dramàtica i romàntica britànica ambientada a la Universitat de Cambridge que detalla la vida del físic teòric Stephen Hawking. Va ser dirigida pel director James Marsh, i una adaptació feta per Anthony McCarten de les memòries Travelling to Infinity: My Life with Stephen de Jane Hawking, que tracten de la seva relació amb el seu exmarit, Stephen Hawking, el seu diagnòstic d'esclerosi lateral amiotròfica (ELA, també coneguda com a malaltia de Lou Gehrig o malaltia neuronal motriu), i del seu èxit al camp de la física. S'ha doblat i subtitulat al català.
La pel·lícula és protagonitzada per Eddie Redmayne i Felicity Jones, juntament amb Charlie Cox, Emily Watson, Simon McBurney, Christian McKay, Harry Lloyd i David Thewlis, que interpreten els papers secundaris. El llargmetratge es va estrenar mundialment al Festival Internacional de Cinema de Toronto de 2014 el 7 de setembre de 2014. Al Regne Unit es va estrenar l'1 de gener de 2015.
La pel·lícula va rebre crítiques positives, destacant la seva banda sonora, la cinematografia i l'actuació de Felicity Jones i, especialment, el paper d'Eddie Redmayne, que li van permetre la nominació en diversos premis; Redmayne va guanyar l'Oscar al millor actor per la seva interpretació de Hawking. La pel·lícula també va rebre nominacions als Premis de l'Acadèmia a la millor pel·lícula, millor actriu per Jones, millor guió adaptat i millor banda sonora per Johannsson. La pel·Lícula també ca aconseguir 10 nominacions a la 68a edició dels Premis BAFTA, on va guanyar els BAFTA a la millor pel·lícula britànica, al millor actor per Redmayne, i al millor guió adaptat per McCarten. També va aconseguir 4 nominacions als Premis Globus d'Or, guanyant el premi al millor actor dramàtic per Redmayne i el de millor banda sonora original per Jóhannsson. Finalment, també cal destacar les tres nominacions que rebé als Premis Screen Actors Guild, on va endur-se el premi al millor actor protagonista per Redmayne.

## Repartiment
- Eddie Redmayne[6] com Stephen Hawking[7]
- Felicity Jones[6] com Jane Hawking[7]
- Charlie Cox com Jonathan Jones[7]
- David Thewlis com Dennis Sciama[7]
- Simon McBurney com Frank Hawking, pare de Stephen[7]
- Emily Watson com Beryl Wilde, mare de Jane[7]
- Maxine Peake com Elaine Mason, segona muller de Stephen[7]
- Harry Lloyd com Brian, company d'habitació de Hawking[8]
- Guy Oliver-Watts com George Wilde, pare de Jane
- Abigail Cruttenden com Isobel Hawking, mare de Stephen
- Charlotte Hope com Phillipa Hawking, germana de Stephen[7]
- Lucy Chappell com Mary Hawking, germana de Stephen
- Christian McKay com Roger Penrose[7]
- Enzo Cilenti com Kip Thorne[7]
- Georg Nikoloff com Isaak Markovich Khalatnikov
- Alice Orr-Ewing com Diana King, germana de Basil King, amic de Stephen
- Stephen Hawking va proveir la seva pròpia veu per ordinador
- Frank Leboeuf com un doctor suís[7]
- Michael Marcus com Ellis, amic de Hawking